# Odontosphindus denticollis
Odontosphindus denticollis är en skalbaggsart som beskrevs av Leconte 1878. Odontosphindus denticollis ingår i släktet Odontosphindus och familjen slemsvampbaggar. Inga underarter finns listade i Catalogue of Life.